# Strength of a Woman
Strength of a Woman è il tredicesimo album in studio della cantante statunitense Mary J. Blige, pubblicato nell'aprile 2017.

## Descrizione
Strength of a Woman è prevalentemente un album R&B e hip hop soul in cui Blige ha lavorato con produttori e autori come DJ Camper, Brandon "B.A.M." Hodge, Hit-Boy, Jazmine Sullivan, Lamb, Bigg D, Neff-U, Kaytranada e BadBadNotGood. All'album hanno collaborato anche Missy Elliott, DJ Khaled, Kanye West e Quavo.

L'album nasce successivamente alla scelta della Blige di divorziare da Martin "Kendu" Isaacs, il quale ricopriva anche il ruolo di manager, accusandolo di averle causato notevoli problemi finanziari. La cantante ha raccontato che il titolo del progetto discografico è nato pensando a sua madre:
Mia madre ci ha cresciuto da sola, mio padre non c'era. E non ho mai visto questa donna piangere. L'ho vista lavorare molto, molto duramente. L'ho vista amare intensamente e prendersi cura dei suoi figli. [...] Non l'hai mai vista soffrire veramente. Ma attraverso le canzoni che ascoltava, come Victim di Candi Staton, sapevi che qualcosa non andava.

## Accoglienza
Jon Caramanica del The New York Times intitola la recensione dell'album con la frase «il dolore porta alla bellezza». Il critico riporta difatti che il nuovo album « si muove come un incendio nella foresta: spietato, ampio, schietto: la signora Blige è stata disprezzata, è offesa ed è decisa a vendicarsi» ammirando le performance canore che la rendono «libera, certa che la vera gioia è sapere che coloro che ti hanno fatto un torto sono certi di soffrire», apprezzando gli interventi nelle collaborazioni.
Pitchfork scrive che «dopo una carriera costellata di canzoni che descrivono dettagliatamente le sue relazioni abusive e la dipendenza da sostanze, sembra aver trovato un punto d'incontro, una strada dove finalmente ha scoperto la felicità che meritava». Apprezza gli arrangiamenti di DJ Camper che si spingono dal soul all'hip-hop, lasciando «la calda, inimitabile voce della Blige a dire la sua verità; [...] un vibrato non del tutto perfetto che rispecchia la sua non del tutto perfetta verità». Concludendo che «questo è precisamente ciò che un album di Mary J. Blige è sempre stato un documento di una donna che affronta e successivamente non soccombe mai ai suoi ostacoli; [...] Non è mai stata la cantante più precisa vocalmente e quindi è esattamente la persona giusta per consegnare tali massaggi provenienti dall'anima turbata».
Kate Hutchinson del The Guardian afferma che nel progetto discografico la cantante trova «un punto d'incontro tra la produzione contemporanea e il suo classico stile cupo e impertinente» non rimanendo però colpita dalle tracce che richiamano lo stile di Rihanna, Beyoncé, Daft Punk e dalla scelta di lasciare in disparte le ballad più potenti. Ammar Kalia di Clash apprezza il tentativo della cantante di avvicinarsi alle nuove generazioni rimanendo fedele ai suoi fan storici, trovando tuttavia Strength of A Woman «troppo indulgente. Canzoni che sono piacevoli in isolamento, diventano ripetitive o dimenticabili nel contesto dell'insieme del progetto».

## Riconoscimenti
2018 - BET Awards
- BET Her Award

2018 - Fonogram Awards
- Candidatura all'album o registrazione internazionale dell'anno – rap/hip hop

2017 - NAACP Image Award
- Candidatura al miglior album

2017 - Soul Train Music Award
- Candidatura all'album/mixtape dell'anno

## Tracce
1. Love Yourself (featuring Kanye West) – 4:58
2. Thick of It – 4:01
3. Set Me Free – 3:29
4. It's Me – 4:30
5. Glow Up (featuring Quavo, DJ Khaled & Missy Elliott) – 4:05
6. U + Me (Love Lesson) – 4:57
7. Indestructible – 4:43
8. Thank You – 4:05
9. Survivor – 4:44
10. Find the Love – 3:23
11. Smile (featuring Prince Charlez) – 3:42
12. Telling the Truth (featuring Kaytranada & BadBadNotGood) – 3:57
13. Strength of a Woman – 3:49
14. Hello Father – 3:19

## Classifiche
| Classifica (2017) | Posizione massima |
| ----------------- | ----------------- |
| Australia         | 100               |
| Belgio (Fiandre)  | 102               |
| Belgio (Vallonia) | 90                |
| Canada            | 22                |
| Francia           | 177               |
| Regno Unito       | 54                |
| Stati Uniti       | 3                 |
| Svizzera          | 63                |